# Centro cultural y biblioteca pública de los EAU
El Centro cultural y biblioteca pública de los Emiratos Árabes Unidos consiste en realidad tres edificios: una Biblioteca Nacional con más de 1 millón de volúmenes, un auditorio y un centro de conferencias y exposiciones. El sitio incluye un patio de entrada principal con una fuente central, un anfiteatro para espectáculos públicos y para los niños y un estacionamiento.
Diseñado por el arquitecto Hisham N. Ashkouri el número 1 del Premio del Concurso Internacional de Diseño en 1976, el diseño es representativo de las tecnologías de construcción más modernas, pero integra los estilos arquitectónicos locales y elementos decorativos, tales como arquerías de ladrillo y baldosas esmaltadas. La construcción fue terminada en 1982. 